# Enborne
Enborne – wieś i civil parish położona w dystrykcie West Berkshire w hrabstwie ceremonialnym Berkshire w południowej Anglii. W 2011 roku civil parish liczyła 735 mieszkańców. 
W przeszłości miejscowość nosiła różne nazwy. W Domesday Book z 1086 roku jest wspomniana jako Aneborne. W IX wieku nazywano ją Taneburne, w XIII wieku Eneburn, a w XIV Enedebourn.